# Emil Sundberg (justitieråd)
Gustaf Emil Sundberg, född 4 oktober 1863 i By församling, Värmlands län, död 13 oktober 1952, var en svensk jurist, som var justitieråd 1906–1933.
Sundberg blev efter universitetsstudier i Uppsala 1880–1886 och tingstjänstgöring under Svea hovrätt vice häradshövding 1889. Han tjänstgjorde sedan i Svea hovrätt och blev assessor där 1898, expeditionschef i Ecklesiastikdepartementet 1900, häradshövding i Hallands mellersta domsaga 1903 samt justitieråd 1906.
Sundberg nedlade också som kommittéledamot förtjänstfullt arbete på dels maltdryckslagstiftningen, varom han 1900 publicerade en utförlig redogörelse, dels också stiftsstyrelsens organisation, i vilket ämne han medverkade till det 1907 tryckta kommittébetänkandet och författat den detta åtföljande ingående redogörelsen förde ecklesiastika konsistoriernas verksamhet.

## Utmärkelser
- Kommendör av första klassen av Nordstjärneorden, 16 juni 1908.[1]
- Kommendör med stora korset av Nordstjärneorden, 5 juni 1915.[2]